# Baron Ponsonby of Shulbrede

Wappen der Barone Ponsonby of Shulbrede

Baron Ponsonby of Shulbrede, of Shulbrede in the County of Sussex, ist ein erblicher britischer Adelstitel in der Peerage of the United Kingdom.
Familiensitz der Barone ist Shulbrede Priory in Lynchmere in West Sussex.

## Verleihung und weitere Titel
Der Titel wurde am 17. Januar 1930 für den Unterhausabgeordneten und Schriftsteller Arthur Ponsonby geschaffen. Dieser sollte in der Regierung von Ramsay MacDonald leitende Aufgaben im House of Lords übernehmen. 
Nachdem der vierte Baron durch den House of Lords Act 1999 seinen Sitz im Oberhaus verloren hatte, wurde er am 19. April 2000 mit dem Titel Baron Ponsonby of Roehampton, of Shulbrede in the County of West Sussex, zum Life Peer erhoben. Auf diese Weise konnte er seinen Sitz wieder einnehmen.

## Liste der Barone Ponsonby of Shulbrede (1930)
- Arthur Ponsonby, 1. Baron Ponsonby of Shulbrede (1871–1946)
- Matthew Ponsonby, 2. Baron Ponsonby of Shulbrede (1904–1976)
- Thomas Ponsonby, 3. Baron Ponsonby of Shulbrede (1930–1990)
- Frederick Ponsonby, 4. Baron Ponsonby of Shulbrede (* 1958)

Titelerbe (Heir apparent) ist der Sohn des aktuellen Titelinhabers, Hon. Cameron Ponsonby (* 1995). 